# Hartmut Vogt
Hartmut Vogt foi um piloto alemão da Luftwaffe durante a Segunda Guerra Mundial. Ao longo das missões de combate que realizou, foi responsável pela destruição de 125 tanques, fazendo dele o segundo maior aviador da Luftwaffe em número de tanques destruídos, apenas ultrapassado por Rudel.